# Mycodrosophila subgratiosa
Mycodrosophila subgratiosa är en tvåvingeart som beskrevs av Toyohi Okada 1965. Mycodrosophila subgratiosa ingår i släktet Mycodrosophila och familjen daggflugor. Inga underarter finns listade i Catalogue of Life.